# Espace François-Mitterrand (Mont-de-Marsan)
Pour les articles homonymes, voir Espace François-Mitterrand et Mitterrand (homonymie).
L'espace François-Mitterrand est une salle de spectacle convertible en salle omnisports située à Mont-de-Marsan, dans le département français des Landes. Il est la salle de résidence de l'équipe féminine de basket-ball de Basket Landes.

## Historique
L'équipement sportif et culturel est bâti dans le quartier de Saint-Médard et ouvre au public en 1995.
Pendant les saisons 2013-2014 et 2014-2015, l'espace accueille plusieurs rencontres du club de Basket Landes, sans pour autant en devenir la salle de résidence principale, qui reste la salle Laloubère de Saint-Sever.
À partir de la saison 2015-2016, le club Basket Landes déménage définitivement à l'espace François-Mitterrand de Mont-de-Marsan,.

## Structures et équipements
L'espace François-Mitterrand peut dans un premier temps accueillir 1 600 personnes lors des rencontres de Basket Landes de la saison 2015-2016, avec la possibilité d'augmenter exceptionnellement ce nombre à 2 600 personnes pour les matchs importants. Il est ensuite homologué par la Ligue féminine de basket pour une capacité de 2 500 personnes.
Le parquet, datant de la construction de la salle et jugé trop rigide de par sa conception, est remplacé le 19 juin 2020 par un nouveau parquet modernisé et démontable à la demande. Il est par ailleurs homologué pour les compétitions internationales de basket-ball.